# Villeby gård

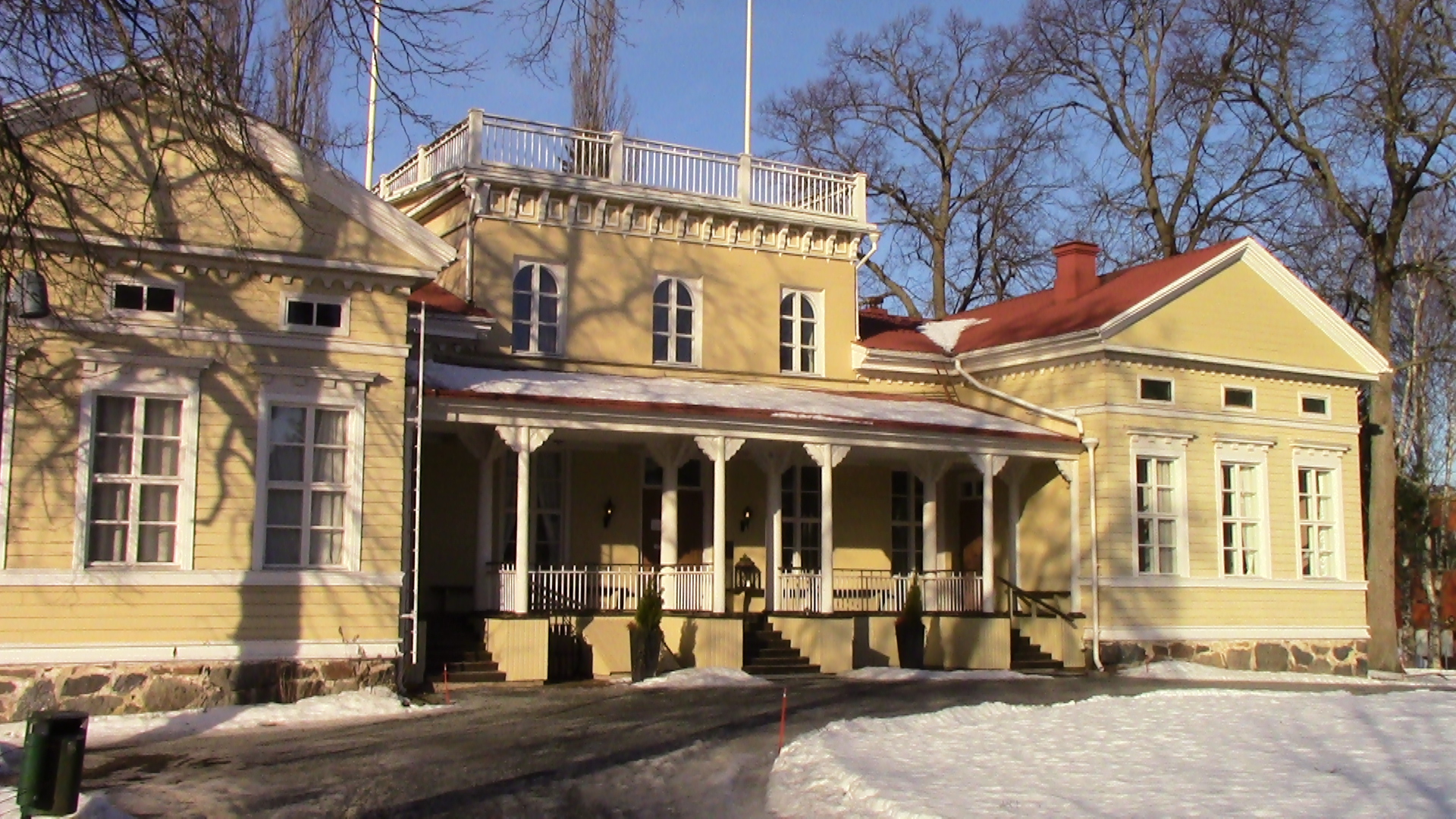
Huvudbyggnaden på Villeby gård.

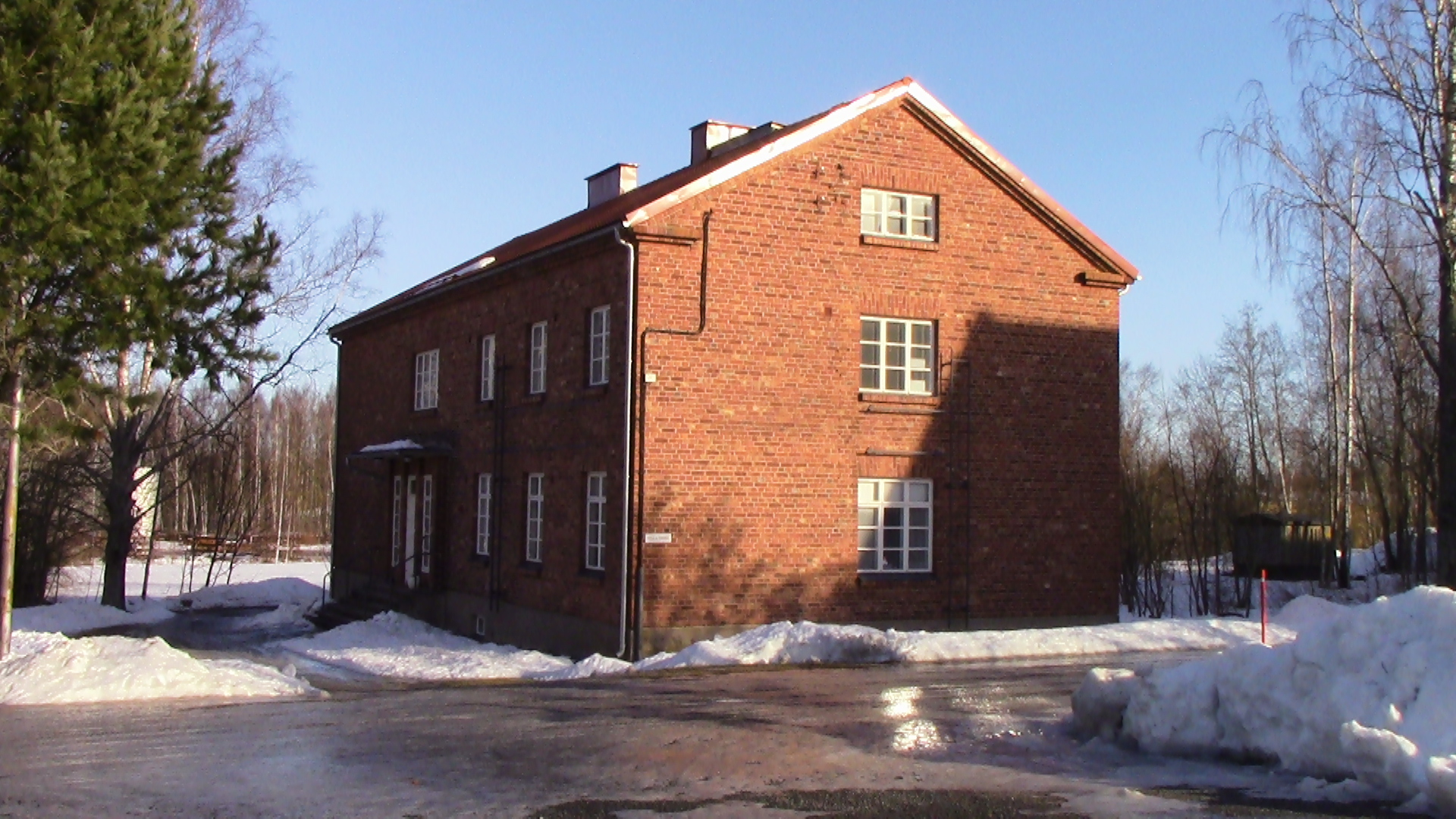
Inkvartering på Villeby gård.

Villeby gård (finska: Villilän kartano) är en herrgård i Nakkila. Den ligger nära centrum, bredvid riksväg 2 och järnvägsbanan  Tammerfors–Björneborg. Filmstudiorna i Villeby har varit verksamma på området sedan 2003. Själva studiolokalerna ligger i herrgårdens tidigare uthus och fähus. I herrgårdens huvudbyggnad finns inkvartering och en restaurang. 

## Historia
Villeby gård nämns första gången 1450-talet, då invånarna i Kumo anlade ett torp på platsen. I början av 1600-talet slogs de tre skattehemmanen samman till en herrgård, som 1638 gavs som förläning  åt Michell von Jordan, som var landshövding i Viborgs och Nyslotts län. Hans släkt ägde gården fram till 1788. Därefter ägs det av familjen Avellan fram till 1888, då herrgården såldes till Frans Stefanus Pohjala. 
År 1905 började en lantbruksskola som drevs av Satakunda lantbrukssällskap i herrgården. Efter inbördeskriget separerades 20 torp och senare ytterligare 12 parceller från herrgården. År 1969 dog Emma Grönlund, dottern till Frans Pohjola. Då övergick gården till Nakkila kommun 1971. Kommunen sålde den i sin tur till Nakkilan konepaja 1976. År 2002 köpte kommunen tillbaka herrgården och byggde filmstudion i uthusen. Åtta hektar mark överfördes också till staden. År 2003 arrenderade Villilän Kartanonrouvat Oy herrgårdens huvudbyggnad, bostadshus,  bastu och sommarcafébyggnad.  Från början av 2018 övertog musiker Sani Aartela  herrgårdens inkvarterings- och restauranglokaler.
Arantila och Latuteri skolor, ett idrottscenter och Arantila bron har byggts på den mark som donerats av herrgården. Också markområdena där kyrkbyns skola och prästgården finns i dag har tidigare hört till herrgården.  

## Byggnader
Den nuvarande huvudbyggnaden på Villeby gård stod färdig 1852. Den planerades av Anders Fredrik Granstedt, en adept till Carl Ludvig Engel. Han dog tre år innan byggnaden stod klar. Huvudbyggnaden uppfördes i empirstil. Den har 17 rum fördelade på två våningar. Herrgårdsparken planerades på 1930-talet av trädgårdsarkitekten Paul Olsson, som studerat i Tyskland. Parken renoverades på 1980-talet. 
Förutom huvudbyggnaden har området en byggnad i två våningar, planerad av Sigurd Frosterus och Ole Gripenberg 1925, en ladugård i rött tegel från 1864 och ett hus med två våningar som byggdes som  internat för lantbruksskolan. Ladugården var ursprungligen den största i Finland. Den är över 60 meter lång och 21 meter bred. Internatetn byggdes 1935 enligt ritningar av arkitekten Heikki Tiitola. Det finns också ett sädesmagasin från 1925 planerat av Ola Gripenberg, ett garage och pumphus planerat av Uno Sjöstöm från 1922.